# Asepalum eriantherum
Asepalum eriantherum är en snyltrotsväxtart som först beskrevs av Wilhelm Vatke, och fick sitt nu gällande namn av W. Marais. Asepalum eriantherum ingår i släktet Asepalum och familjen snyltrotsväxter. Inga underarter finns listade i Catalogue of Life.